# محمد الجباس
محمد الجباس (عربی: محمد الجباس؛ زادهٔ ۱ ژانویهٔ ۱۹۸۸) یک ورزشکار اهل مصر است.
از باشگاه‌هایی که در آن بازی کرده‌است می‌توان به باشگاه فوتبال المصری، باشگاه فوتبال سوئیندون تاون، و تیم ملی فوتبال مصر اشاره کرد.
وی همچنین در تیم ملی فوتبال مصر بازی کرده است.